# Lutjanus rivulatus
Lutjanus rivulatus es una especie de peces de la familia Lutjanidae en el orden de los Perciformes.

## Morfología
• Los machos pueden llegar alcanzar los 80 cm de longitud total.

## Alimentación
Come peces, cefalópodos y crustáceos  bentónicos.

## Hábitat
Es un pez de mar de clima tropical y asociado a los  arrecifes de coral que vive entre 50-100 m de profundidad.

## Distribución geográfica
Se encuentra desde el África Oriental hasta Tahití, el sur del Japón y Australia.

## Uso comercial
Tiene una carne excelente y es una especie habitual en los mercados de pescado vivo de Hong Kong.